# Chondropyga dorsalis
Chondropyga dorsalis là một loài bọ cánh cứng Úc hay còn gọi là "bọ cowboy".

## Hình ảnh

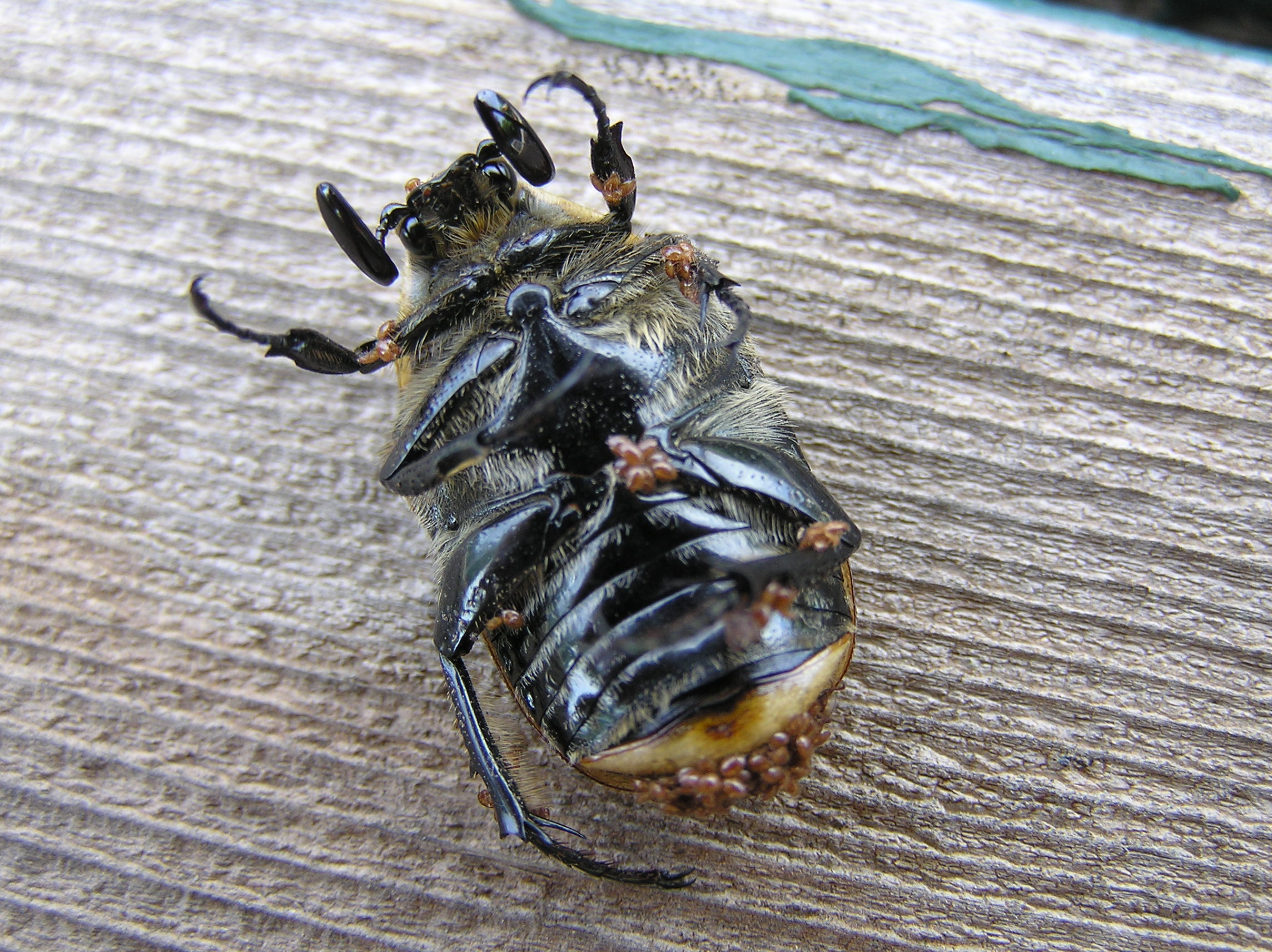
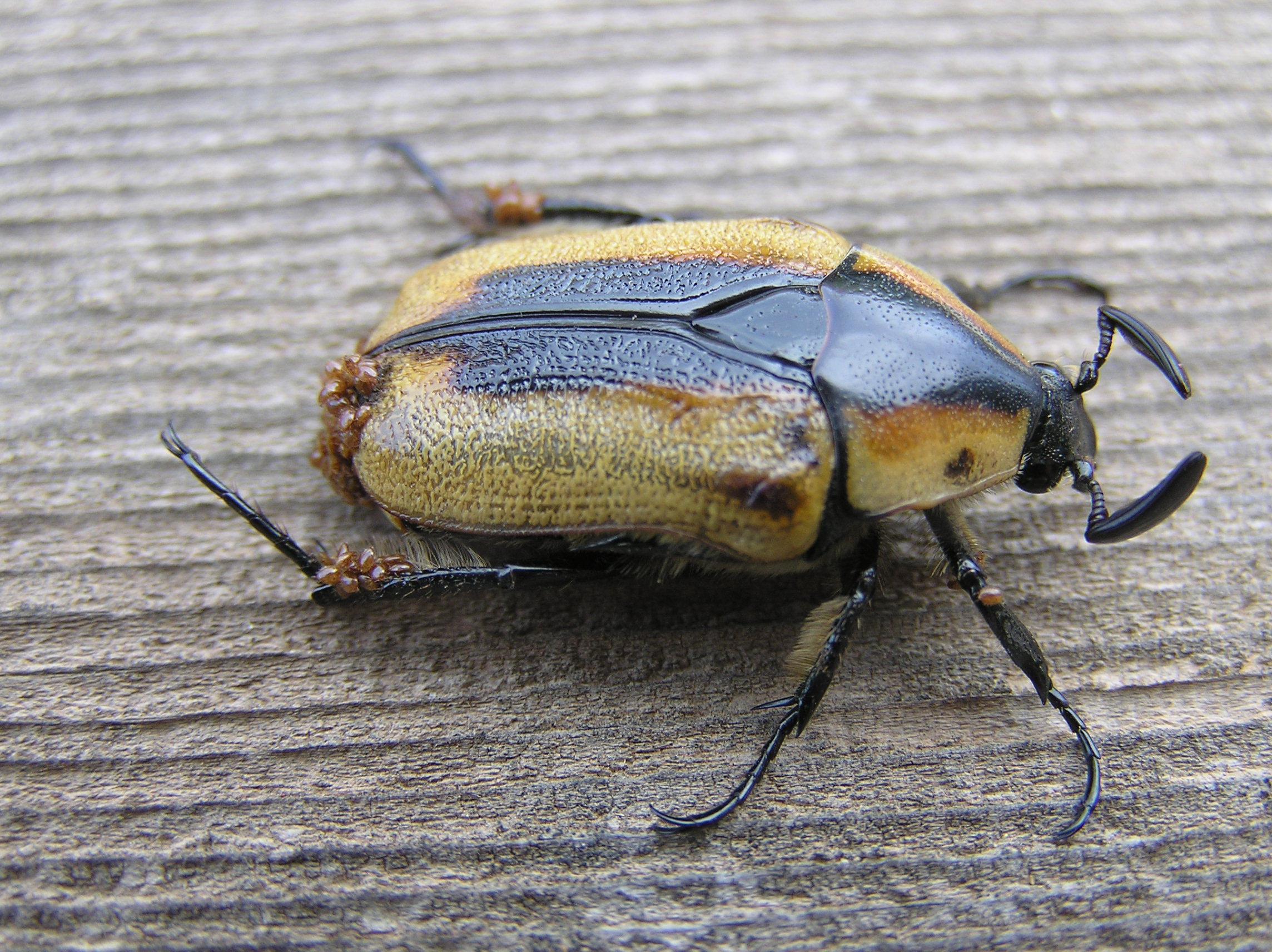
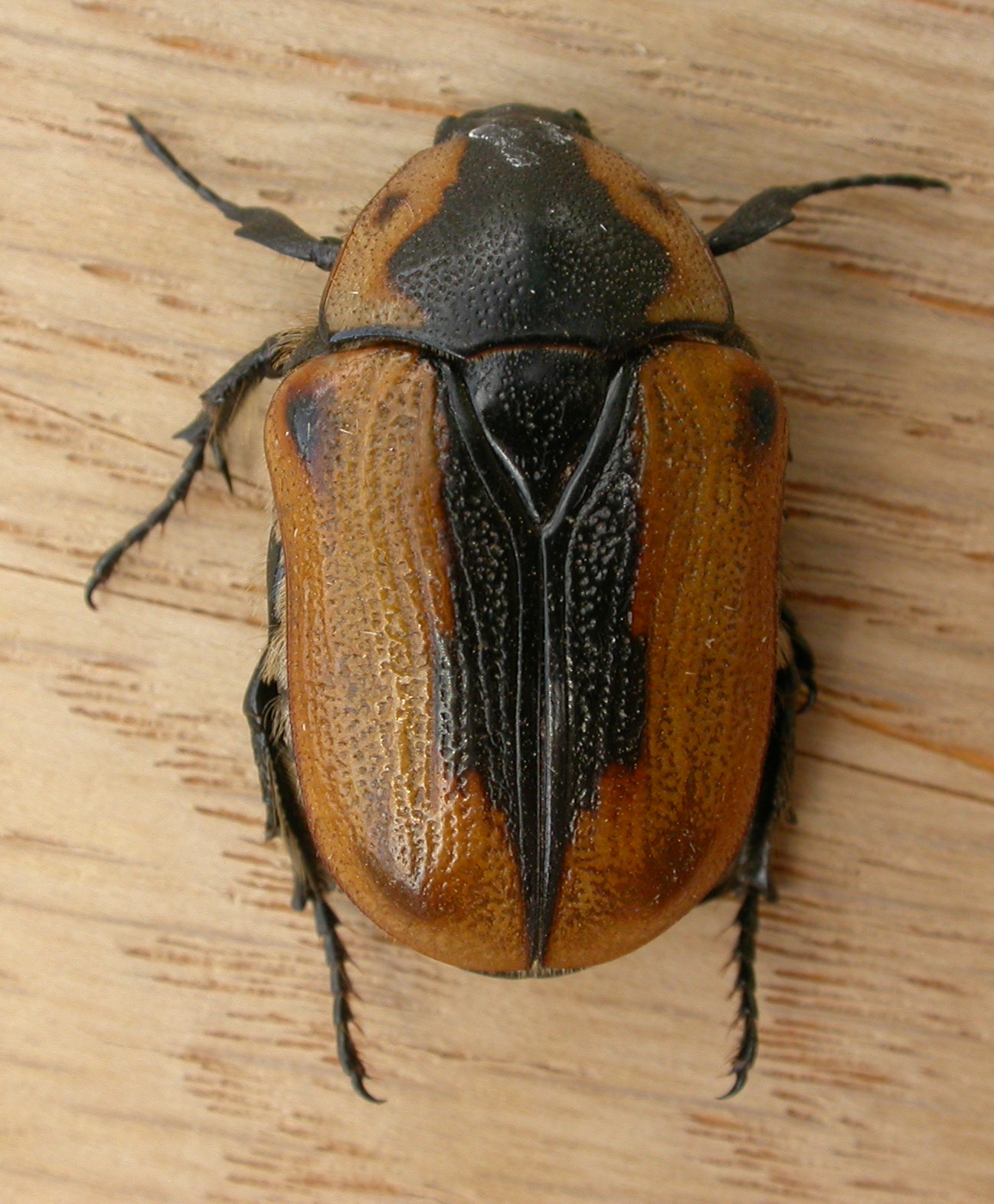
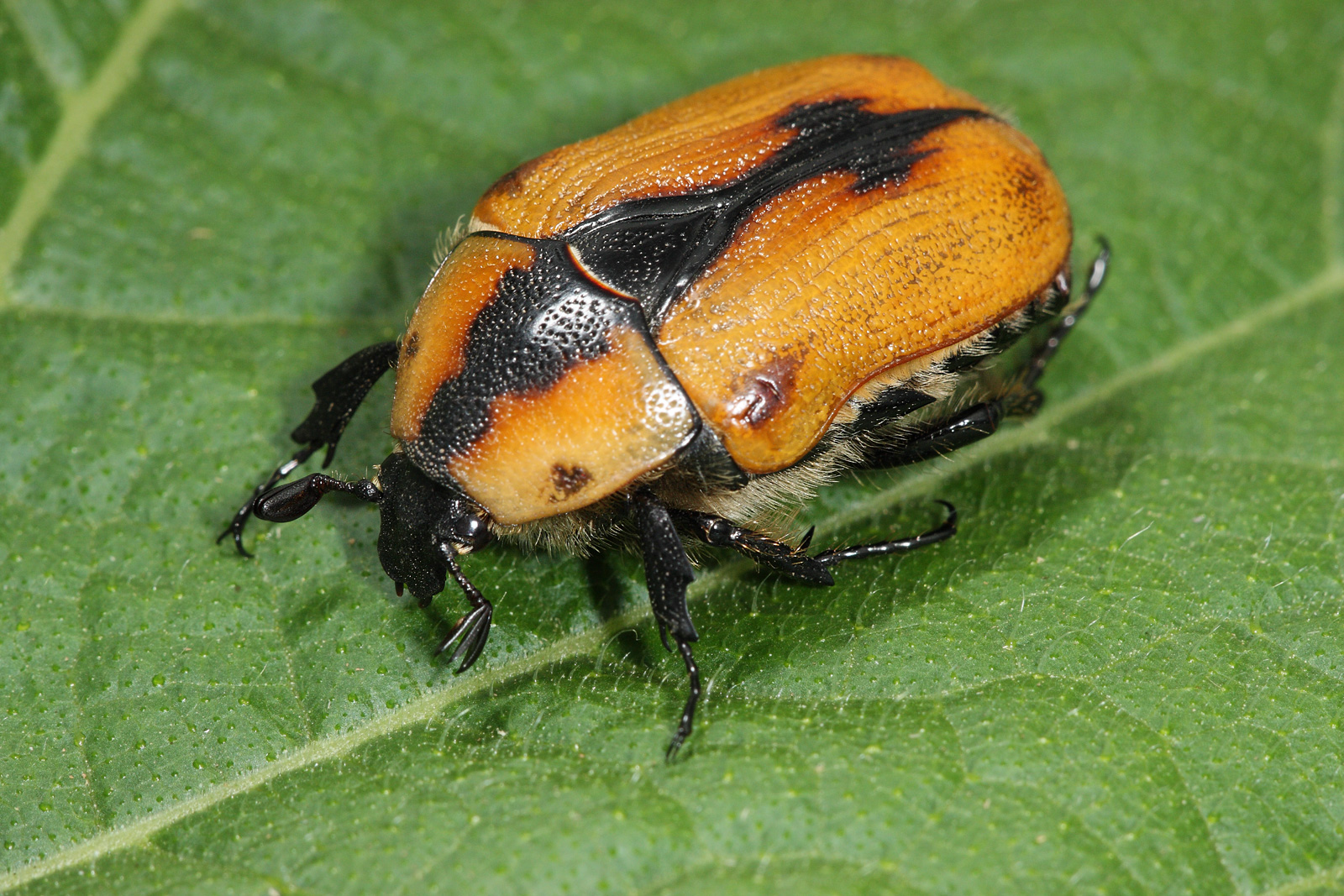